# Церковь Святых Петра и Павла (Тылич)
 Памятник культуры Малопольского воеводства: регистрационный номер A-135 от  3 апреля 1969 года.

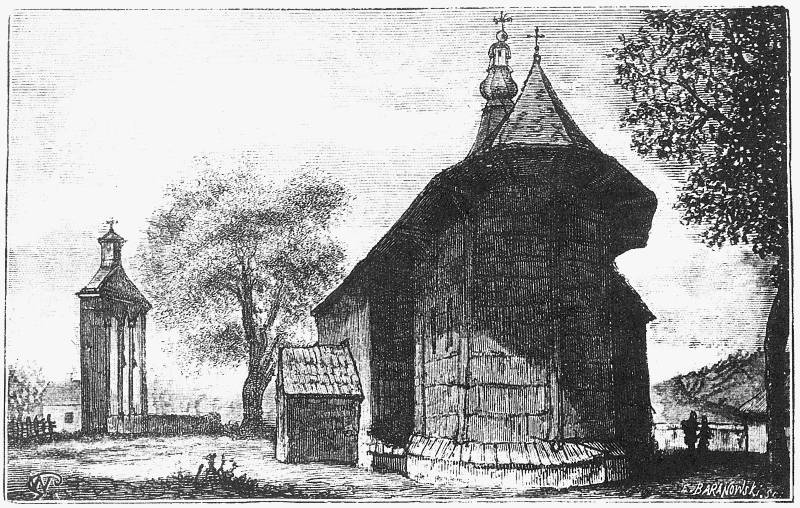
Рисунок церкви святых апостолов Петра и Павла, 1890 год, Tygodnik «Biesiada Literacka», 1890, № 6 (736), стр. 88

Церковь святых Петра и Павла (пол. Kościół Świętych Apostołów Piotra i Pawła) — католическая церковь, находящаяся в селе Тылич, Новосонченский повят, Малопольское воеводство. Памятник архитектуры Малопольского воеводства. Храм находится на туристическом маршруте «Путь деревянной архитектуры» Малопольского воеводства.

## История
Первые упоминания о церкви святых апостолов Петра и Павла относятся к 1612 году. Его строительство инициировал краковский епископ Пётр Тылицкий.
3 апреля 1969 года церковь была внесена в реестр памятников Малопольского воеводства.

## Описание
Деревянная церковь построена в характерном для западнолемковской архитектуры трёхкупольном стиле XVII века. Вход в церковь находится сбоку. Над нефом напротив входа установлена небольшая барочная с фонарём. Возле башни находится звонница с тремя небольшими колоколами .
Ризница церкви находится в северной стороне. В 1960 году внутренние стены храма были разукрашены полихроимей с растительным мотивом. В церкви находятся три небольших алтаря в стиле рококо, которые датируются второй половиной XVIII века. На главном алтаре находится икона Пресвятой Девы Марии, датируемая концом XVI — началом XVII века. На боковых алтарях располагаются иконы святой Анны (XVII век) и Распятия Иисуса Христа (XVIII век).
В церкви также находится амвон и купель в стиле рококо, датируемые XVIII веком.
Недалеко от храма находится ещё одна звонница, поставленная в 1803 году.

## Источник
- G. i Z. Malinowscy, E. i P. Marciniszyn, Ikony i cerkwie. Tajemnice łemkowskich świątyń, Carta Blanca, Warszawa 2009, ISBN 978-83-61444-15-2
- Szlak architektury drewnianej, wyd. Bezdroża, Kraków 2005, ISBN 83-89283-52-2